# Euryproctus albopunctus
Euryproctus albopunctus är en stekelart som beskrevs av Davis 1897. Euryproctus albopunctus ingår i släktet Euryproctus och familjen brokparasitsteklar. Inga underarter finns listade i Catalogue of Life.